# Modeneser (Haustaube)
Modeneser sind eine der ältesten Rassen der Haustauben und kommen in den meisten Farbenschlägen vor. Sie wurden ursprünglich in Italien, besonders in der Stadt Modena, als Flugtauben gezüchtet. 

## Flugtaubensport
Der Flugtaubensport, der mit Modeneser betrieben wurde, wurde bereits vor über 2000 Jahren von Plinius beschrieben. In Wettbewerben wurden die Tauben von allen Züchtern gleichzeitig aufgelassen. Mit Hilfe von Fahnen wurden sie im Flug gehalten. Zogen die Züchter diese ein, landeten die Tauben und die Züchter bemühten sich darum, fremde Tauben in ihren Schlag zu locken. Die so gefangenen Exemplaren wurden ihrem Besitzer gegen Lösegeld wieder zurückgegeben. 
Die Flugweise der Modeneser entsprach nie denen der Tümmlertauben und über die Jahre wandelte sich der Typ der Flugtauben so sehr, dass sie heute ausgesprochene Ausstellungstauben sind, die zu den Huhntauben gerechnet werden.

## Moderne Rassen
Gegen Ende des 18. Jahrhunderts gelangten die ersten Modeneser nach Deutschland. Andere wurden nach England exportiert. Die Populationen in Italien, Deutschland/Österreich und England/Amerika entwickelten sich im Laufe der Zeit in verschiedene Richtungen. Heute werden daher drei Rassen unterschieden:
- Deutscher Modeneser (D/0206)
- Italienischer Modeneser oder Triganino Modeneser (I/0207)
- Modena (GB/0205)

## Farbenschläge
Modeneser sind die Rassetauben mit den meisten Farbenschlägen. Bonizzi beschrieb 1953 in seinem Werk Colombi Domestici e la Colombicultura 152 Farbenschläge. Nach Schütte gab es die Modeneser aber in mehr als 200 Farbenschlägen. Einige von ihnen gerieten in Vergessenheit. Sie werden in drei Zeichnungsarten unterschieden: Gazzi, Schietti und Magnani. 
- Gazzi sind weiß mit farbigem Kopf, Latz, Flügeln, Schwingen und Schwanz.
- Schietti sind einfarbig oder haben gezeichnete Flügelschilder.
- Magnani sind dreifarbig, vielfarbig oder almondfarbig.

## Galerie

Modeneser der verschiedenen Rassen und Zeichnungsarten
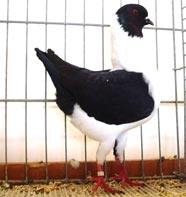
Deutscher Modeneser, Gazzi
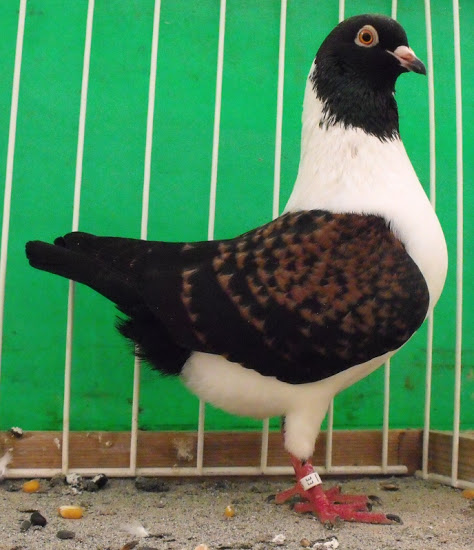
Triganino Modeneser, Gazzi
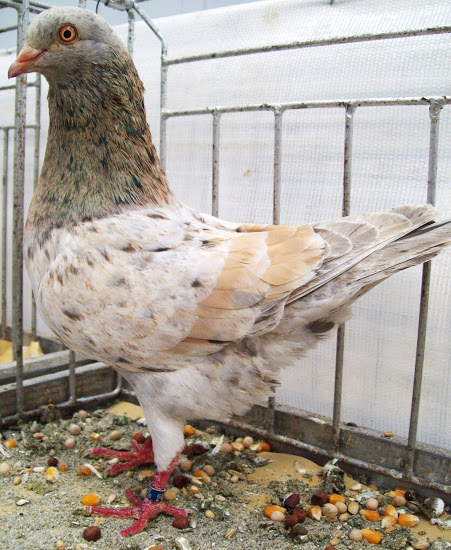
Triganino Modeneser, Magnani
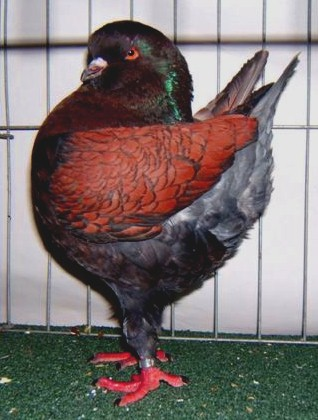
Modena, Schietti mit bronzenen Flügelschildern